# Babiak (powiat kolski)

Historyczny herb Babiaka

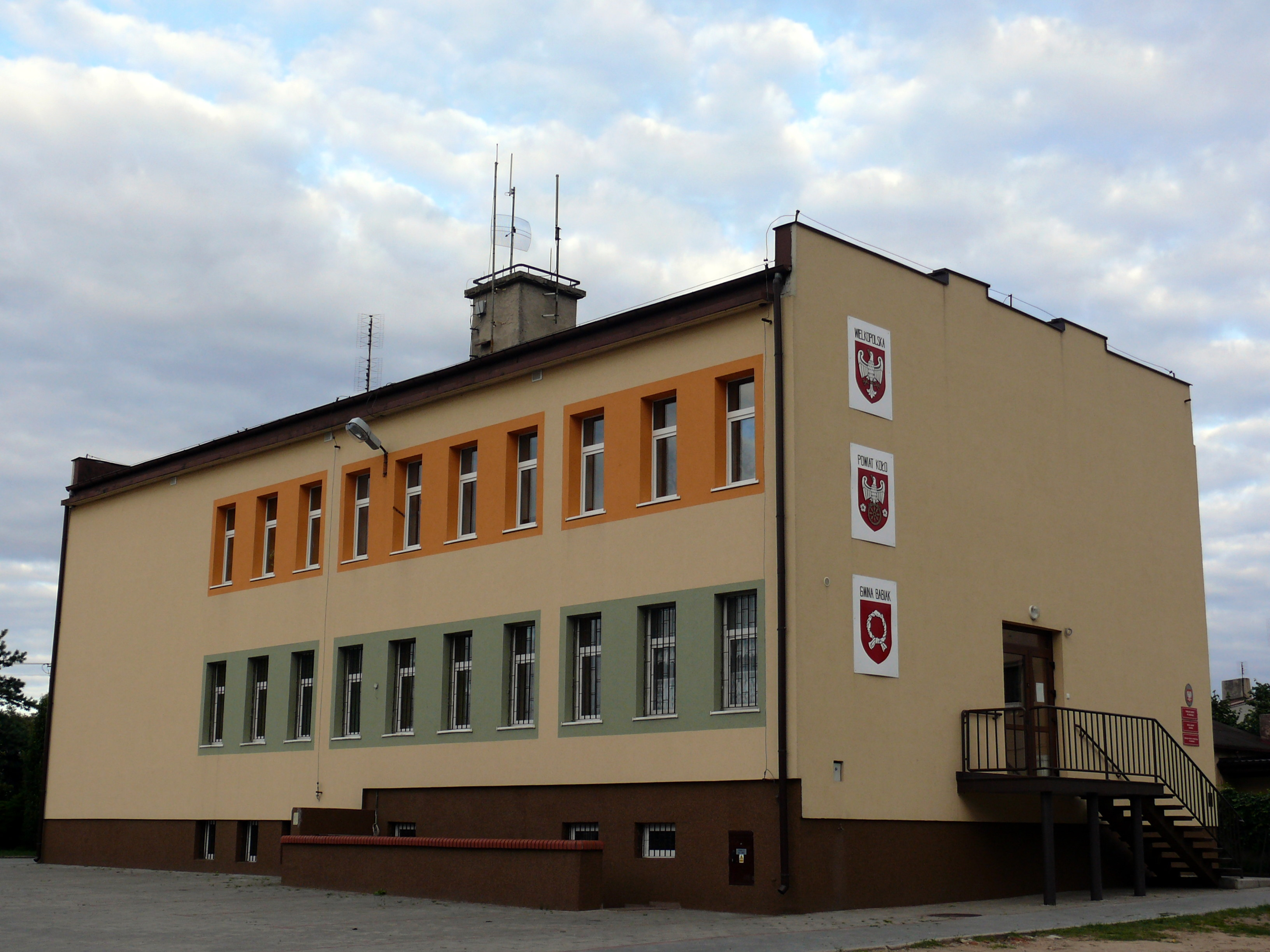
Urząd Gminy w Babiaku

Babiak – wieś w Polsce położona w województwie wielkopolskim, w powiecie kolskim, siedziba gminy Babiak, położona na Pojezierzu Kujawskim. Dawniej miasto; uzyskał lokację miejską w 1816 roku, zdegradowany w 1870 roku. W 1827 roku jako miasto prywatne Królestwa Kongresowego położone było w powiecie brzeskim, obwodzie kujawskim województwa mazowieckiego.
W latach 1954–1972 wieś należała i była siedzibą władz gromady Babiak. W latach 1975–1998 administracyjnie należała do województwa konińskiego

## Demografia
Źródła:

## Historia
Kalendarium Babiaka:
- 1784 – na terenie leśnym założono wieś olęderską.
- na początku XIX wieku w Babiaku zaczęli osiedlać się pierwsi Żydzi.
- 1810 – wieś wskutek pożaru została przeniesiona na drugi brzeg rzeczki Tyśmienicy.
- 1816 – Bonawentura Raczyński sprowadził do Babiaka sukienników z Niemiec w celu założenia osady fabrycznej. Wieś uzyskała prawa miejskie[9]. Liczba ludności wyniosła 205 mieszkańców.
- 1823 – Niemcy zbudowali w Babiaku kościół ewangelicki.
- 1828 – liczba ludności nowego miasta wyniosła 525 mieszkańców, co dało mu drugie miejsce pod względem liczby ludności na terenie obecnej gminy; zaraz po Brdowie, który liczył wówczas 919 mieszkańców[7].
- październik 1831 – po powstaniu listopadowym dobra Kazimierza Baczyńskiego, obejmujące Babiak, Ozorzyn, Wawrzyny, Holendry i Trzebuchów zostały zajęte przez generała Ksawerego Dąbrowskiego na mocy rozkazu feldmarszałka armii czynnej Paskiewicza-Erywańskiego[10]. Nastąpił upadek rzemiosła.
- 1857 – zaczęto budować kościół obrządku rzymskokatolickiego, którego budowę w 1863 roku przerwały władze carskie po powstaniu styczniowym. Babiak wchodził wówczas w skład parafii Brdów.
- 1870 – osada została zdegradowana do rangi wsi.
- pod koniec XIX wieku Żydzi wznieśli w Babiaku synagogę.
- 1907 – zbudowano kościół Przemieniania Pańskiego w Babiaku. Początkowo był to kościół filialny należący do parafii Mąkoszyn.
- 1918 – powołano parafię rzymskokatolicką w Babiaku.
- 1921 – liczba Żydów zamieszkałych we wsi wyniosła 247 osób, co stanowiło 29,2% ogółu mieszkańców.
- wrzesień 1939 – Niemcy zbombardowali teren stacji kolejowej. W czasie kampanii wrześniowej stacjonował tu III/3 dywizjon myśliwski. Żydowscy mieszkańcy miejscowości, w liczbie około 240 osób, zostali przewiezieni do getta w Nowinach Brdowskich, a pod koniec grudnia 1941 roku wywiezieni do obozu w Chełmnie nad Nerem i tam zgładzeni[11].
- 1939–1940 – w latach niemieckiej okupacji nazwa miejscowości została zmieniona na Waldau, a następnie na Babenwald.
- 1945 – Okupację niemiecką Babiaka zakończyło 17 stycznia zajęcie miejscowości przez wojska 2 Armii Pancernej 1 Frontu Białoruskiego Armii Czerwonej[12].
- 1949–1953 – zbudowano budynek szkoły podstawowej[13].
- 1973 – wieś została siedzibą gminy Babiak.

Od lat powojennych można zaobserwować znaczny wzrost liczby mieszkańców. Dziś miejscowość jest lokalnym ośrodkiem handlu i usług dla pobliskich wsi, a władze gminne zabiegają o uzyskanie statusu miasta.

## Zabytki

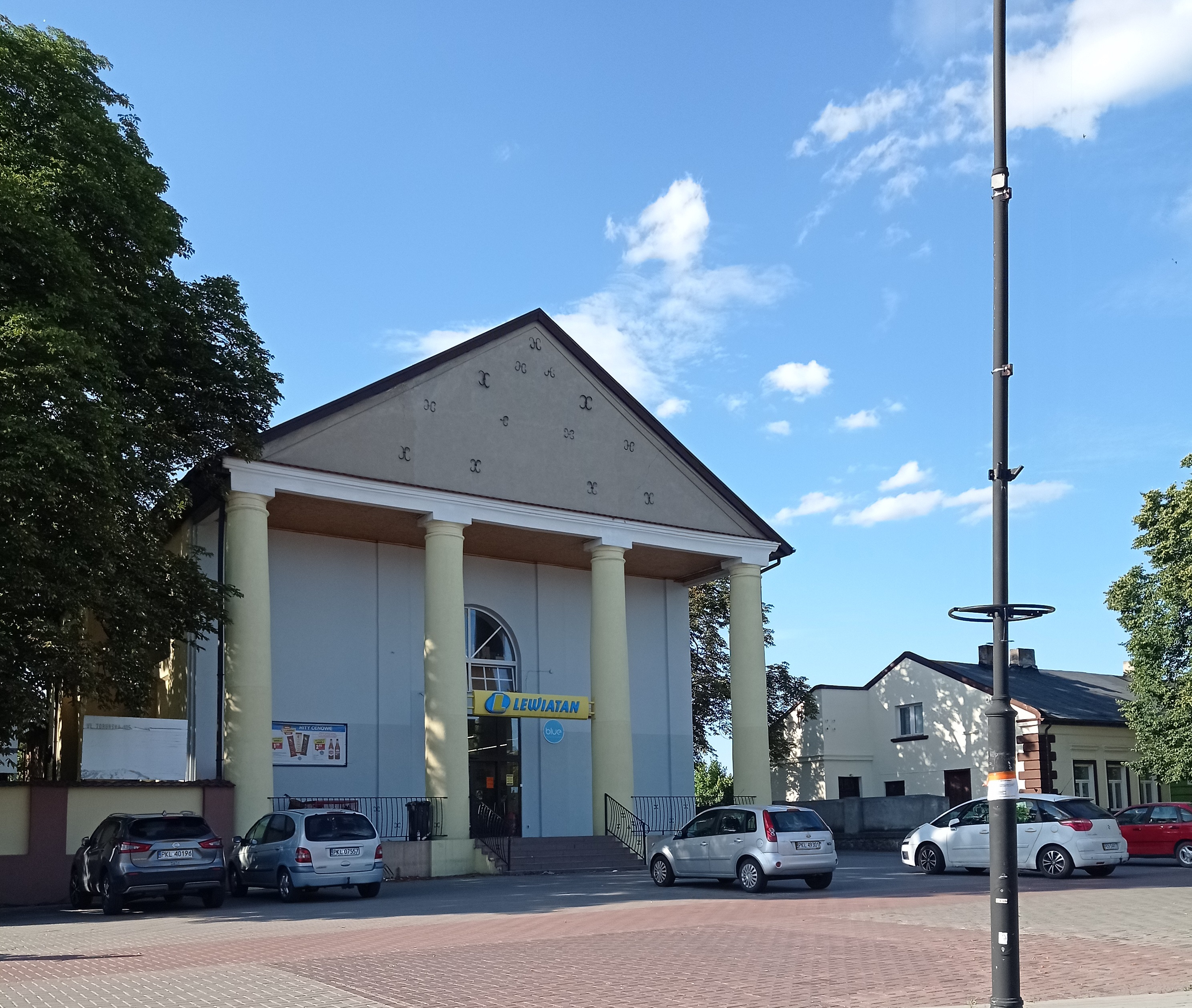
Budynek dawnego kościoła ewangelickiego z 1823 r.

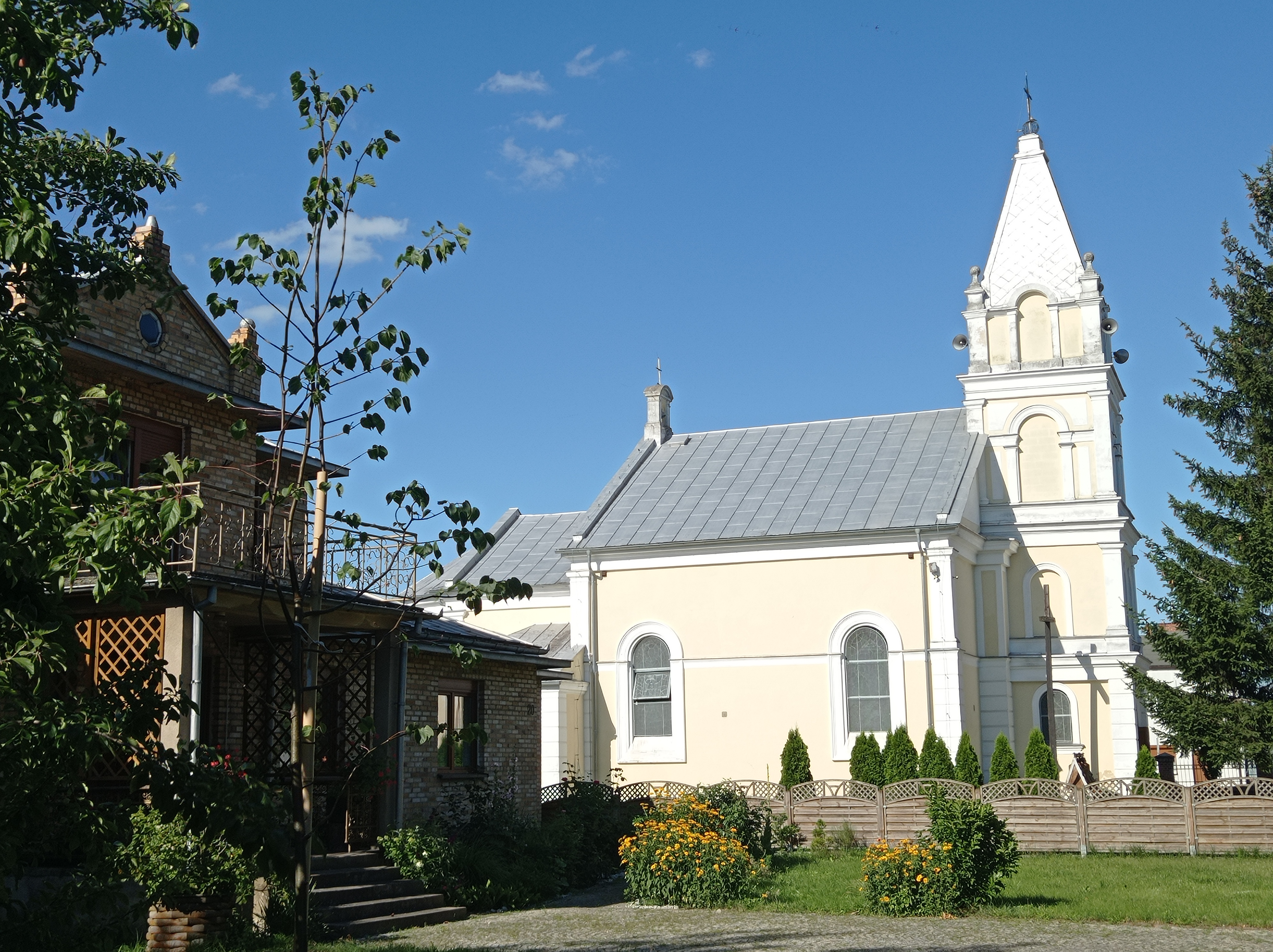
Kościół Przemienienia Pańskiego z 1907 r.

- Dawny rynek miejski. W maju 1975 roku – w 30. rocznicę zwycięstwa nad faszyzmem – ustawiono na placu głaz upamiętniający Polaków poległych na frontach II wojny światowej. Pomnik kryje ziemię z pól bitewnych (m.in. z Westerplatte, Lenino i Monte Cassino).
- Późnoklasycystyczny kościół ewangelicki (przekształcony w sklep spożywczy), zbudowany w 1823 roku. Jego elewacje rozdzielone są wnękami mieszczącymi okna. W fasadzie zachodniej znajduje się czterokolumnowy portyk, zwieńczony trójkątnym frontonem. Jest to jedyny budynek na terenie Babiaka wpisany do rejestru zabytków.
- Kościół Przemienienia Pańskiego wybudowany w stylu eklektycznym w 1907 roku. Przy jego budowie wykorzystano częściowo mury wzniesionej w latach 1857–1863 świątyni, której budowę przerwały władze rosyjskie po powstaniu styczniowym. Parafia Przemienienia Pańskiego w Babiaku administracyjnie należy do dekanatu izbickiego (diecezja włocławska).
- Synagoga położona niemalże w centrum miejscowości, przekształcona w budynek mieszkalny.
- Cmentarz żydowski (obecnie nie istnieje).

## Transport
Wieś położona jest przy drodze wojewódzkiej nr 263, łącząca Babiak z Kłodawą i Sompolnem oraz drodze lokalnej z Brdowa. 2 km na północ od centrum miejscowości znajduje się stacja kolejowa, położona na tzw. Magistrali węglowej.

## Sport
W miejscowości działa klub piłkarski Nałęcz Babiak. Zespół seniorów tej drużyny występuje na boiskach konińskiej A-klasy. W latach świetności klub grał w konińskiej klasie okręgowej.